# Acebuchal de Alpízar
Acebuchal de Alpízar este o arie protejată (arie specială de conservare — SAC, sit de importanță comunitară — SCI) din Spania întinsă pe o suprafață de 81,18 ha, integral pe uscat.

## Localizare
Centrul sitului Acebuchal de Alpízar este situat la coordonatele 37°27′16″N 6°26′39″W / 37.4545°N 6.4442°V.

## Înființare
Situl Acebuchal de Alpízar a fost declarat sit de importanță comunitară în aprilie 1999 pentru a proteja 5 specii de animale. Situl a fost protejat și ca arie specială de conservare în iulie 2020.

## Biodiversitate
Situată în ecoregiunea mediteraneană, aria protejată conține 2 habitate naturale: Dehesas cu Quercus spp. perene, Tufărișuri termo-mediteraneene și de pre-deșert.
La baza desemnării sitului se află mai multe specii protejate:
- păsări (4): pasărea ogorului (Burhinus oedicnemus), erete vânăt (Circus cyaneus), acvilă pitică (Hieraaetus pennatus), gaia neagră (Milvus migrans)
- amfibieni (1): Discoglossus galganoi

Pe lângă speciile protejate, pe teritoriul sitului au mai fost identificate 1 specie de amfibieni, 1 specie de reptile.